# Aurore Mongel
Aurore Mongel (Épinal, 19 aprile 1982) è una nuotatrice francese.
Specializzata nello stile libero e nella farfalla ha partecipato alle Olimpiadi di Atene 2004, gareggiando nei 100 m e 200 m farfalla senza passare i turni di qualificazione; a Pechino 2008 ha ottenuto risultati migliori: 9º nei 100 m farfalla, 6º nei 200 m farfalla, 10º nei 200 m sl e 5º nella staffetta 4x200 m sl.

## Palmarès
- Mondiali

Melbourne 2007: bronzo nella 4x200m sl.
- Europei

Madrid 2004: oro nella 4x100m sl e nella 4x100m misti.
Budapest 2006: bronzo nella 4x100m sl e nella 4x200m sl
Eindhoven 2008: oro nei 200m farfalla e bronzo nei 100m farfalla.
- Europei in vasca corta

Trieste 2005: bronzo nei 200m farfalla.
Fiume 2008: argento nei 200m farfalla.
Istanbul 2009: oro nei 200m farfalla.
- Giochi del Mediterraneo

Almeria 2005: oro nella 4x100m misti.
Pescara 2009: argento nella 4x100m sl.
- Universiadi

Daegu 2003: oro nella 4x100m sl.